# Derek Temple
Pour les articles homonymes, voir Temple (homonymie).
Derek Temple, né le 13 novembre 1938 à Liverpool (Angleterre), est un footballeur anglais, qui évoluait au poste d'ailier gauche à Everton et en équipe d'Angleterre.
Temple n'a marqué aucun but lors de son unique sélection avec l'équipe d'Angleterre en 1965.

## Carrière
- 1957-1967 : Everton
- 1967-1970 : Preston North End
- 1970-1971 : Wigan Athletic  [1]

## Palmarès

### En équipe nationale
- 1 sélection et 0 but avec l'équipe d'Angleterre en 1965.

### Avec Everton
- Vainqueur du Championnat d'Angleterre de football en 1963.
- Vainqueur de la Coupe d'Angleterre en 1966.
- Vainqueur du Charity Shield en 1963.